# 巴扎爾 (納羅季奇區)
51°2′38″N 29°17′37″E / 51.04389°N 29.29361°E
巴扎爾（烏克蘭語：Базар），是烏克蘭北部的村莊，隸屬日托米爾州的科羅斯滕區。該村始建於1613年，面積2.03平方公里，海拔高度156米，2001年該村落人口526。